# Evaristo Garbani-Nerini

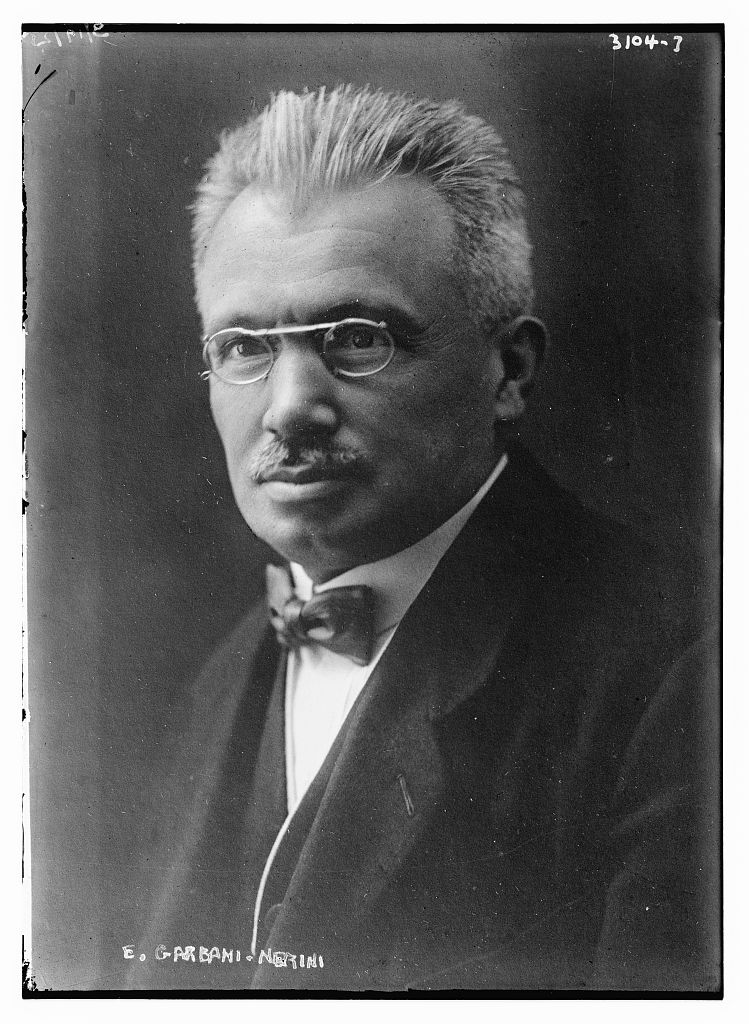
Evaristo Garbani-Nerini (1914)

Evaristo Garbani-Nerini (* 26. Oktober 1867 in Russo TI [heute Gemeinde Onsernone]; † 16. Februar 1944 in Lugano) war ein Schweizer Politiker und Freidenker. Er wirkte als Tessiner Grossrat und Staatsrat sowie als Nationalrat der Freisinnig-Demokratischen Partei (FDP). Zuletzt war er Direktor des Weltpostvereins.

## Leben
Evaristo Garbani-Nerini wurde als Sohn des Kaufmanns Carlo Antonio Garbani-Nerini und der Camilla Conelli-Isorni geboren. Er studierte Jurisprudenz an der Universität Genf.
Nach seiner Rückkehr in das Tessin wirkte er in seinem Heimatkanton abwechslungsweise als Parlamentarier, Exekutivmitglied und Richter. 1893, 1897–1905 und 1913–1917 war er radikal-liberales Mitglied des Tessiner Grossrats, den er 1902 und 1913 präsidierte. Von 1893 bis 1896 amtete er als Richter am Appellationsgericht. Dreimal wurde er in den Tessiner Staatsrat gewählt, wo er von 1905 bis 1912 und von 1917 bis 1921 die Departemente für Bildung, Inneres und öffentliches Bauwesen sowie Finanzen leitete. Er war ein Befürworter der Verhandlungspolitik und verurteilte fehlende Kompromissbereitschaft, die ein auf Zusammenarbeit beruhendes Regierung verhinderte. Im Jahr 1912 trat er aus Protest gegen die Ablehnung des kantonalen Schulgesetzes zurück und 1921 aus Protest wegen der von der Minderheit befürworteten Ablehnung des Voranschlags.
Auf gesamtschweizerischer Ebene amtete er von 1909 bis 1922 als Nationalrat, das letzte Jahr als Nationalratspräsident. Von 1922 bis 1924 war er Richter am schweizerischen Bundesgericht in Lausanne. Schliesslich wirkte er von 1925 bis 1937 als Direktor des Weltpostvereins in Bern.